# Лондрина
Лондрина (порт. Londrina) — місто і муніципалітет в Бразилії, входить в штат Парана. Складова частина мезорегіону Північно-центральна частина штату Парана. Входить в економіко-статистичний мікрорегіон Лондрина. Населення становить 555 965 осіб на 2022 рік. Займає площу 1652,569 км. Щільність населення — 336,42 осіб/км².

## Історія
Місто засноване 10 грудня 1934 року.